# Хванге (національний парк)
Національний парк Хванге (раніше Wankie Game Reserve) є найбільшим природним заповідником і національним парком у Зімбабве. Площа парку складає близько 14 600 км2. Він розташований на північному заході країни. Найближче місто Дете.
Національний парк Хванге був заснований у 1928 році. Сьогодні він є чатсиною транскордонної природоохоронної території Каванго-Замбезі, до складу якого входять природоохоронні території з п'яти країн.

### Браконьєрство
У жовтні 2013 року було виявлено, що браконьєри вбили велику кількість африканських слонів, отруївши їх ціанідом. Браконьєри отруїли водопій, через що загинула велика кількість тварин. Захисники природи стверджують, що цей інцидент став найбільшим незаконним вбивством тварин у Південній Африці за 25 років. Було проведено дві аерофотозйомки, щоб визначити ступінь загибелі, і 19 туш було ідентифіковано під час першого обстеження та ще 84 туші під час другого обстеження. Трьох браконьєрів спіймали та засудили. Усі правопорушення, пов'язані з браконьєрством слонів, тепер мають обов'язкове покарання у вигляді 9 років позбавлення волі.

## Біорізноманіття

### Флора

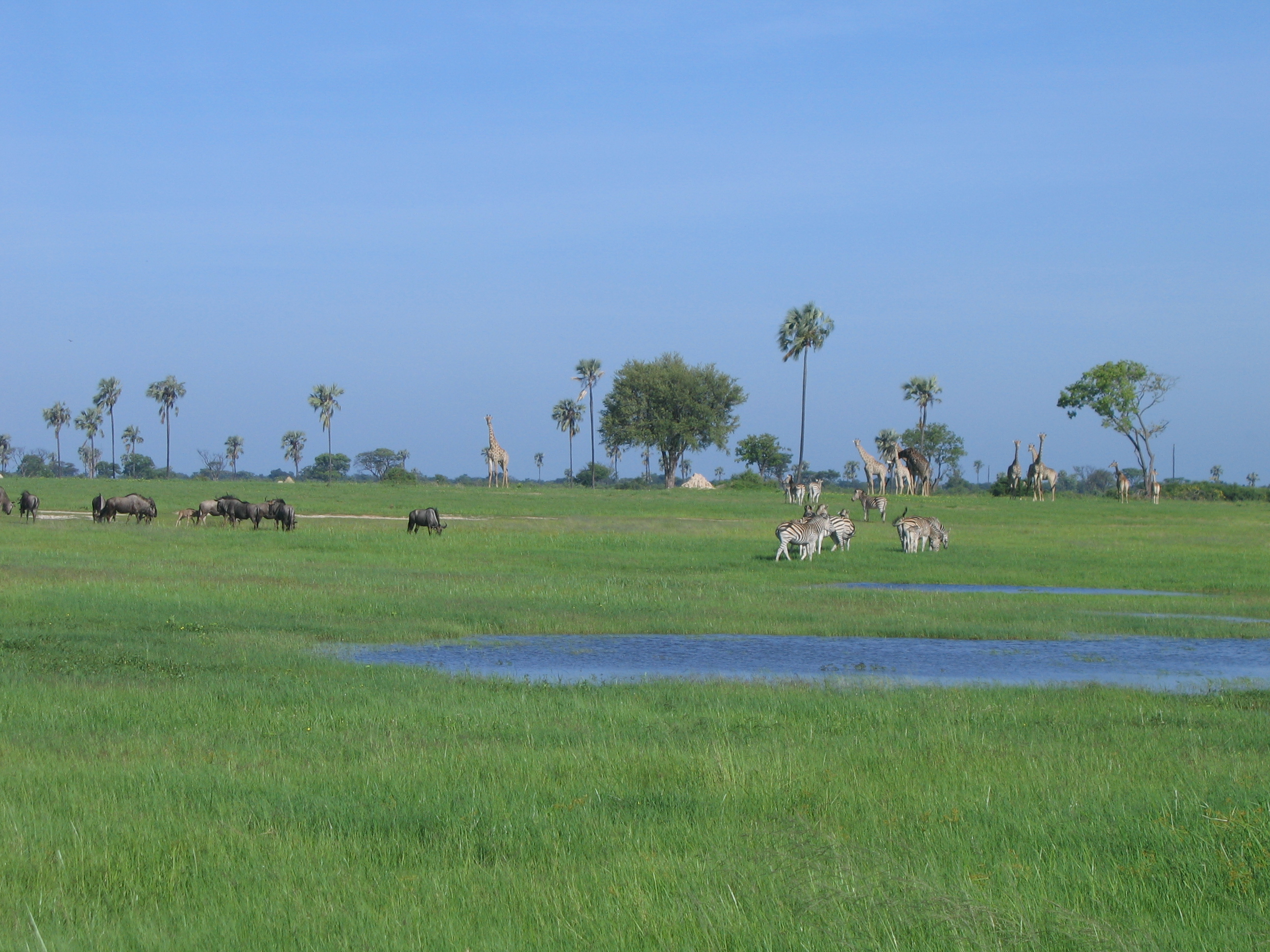
Стада копитних на пасовищі

Парк розташований недалеко від краю пустелі Калахарі, регіону з невеликою кількістю опадів та рідкісною рослинністю. У лісистій місцевості Калахарі переважають тик Замбезі, Baphia і баухінія Калахарська. На півночі та північному заході парку переважають мопанові ліси. Сезонні водно-болотні угіддя утворюють луки.
Хоча стверджується, що велика місцева популяція слонів спричиняє зміни в структурі рослинності, деякі останні дослідження показують, що це не так, навіть зважаючи на значне збільшення популяції слонів, зафіксоване наприкінці 1980-х років.

### Тваринний світ

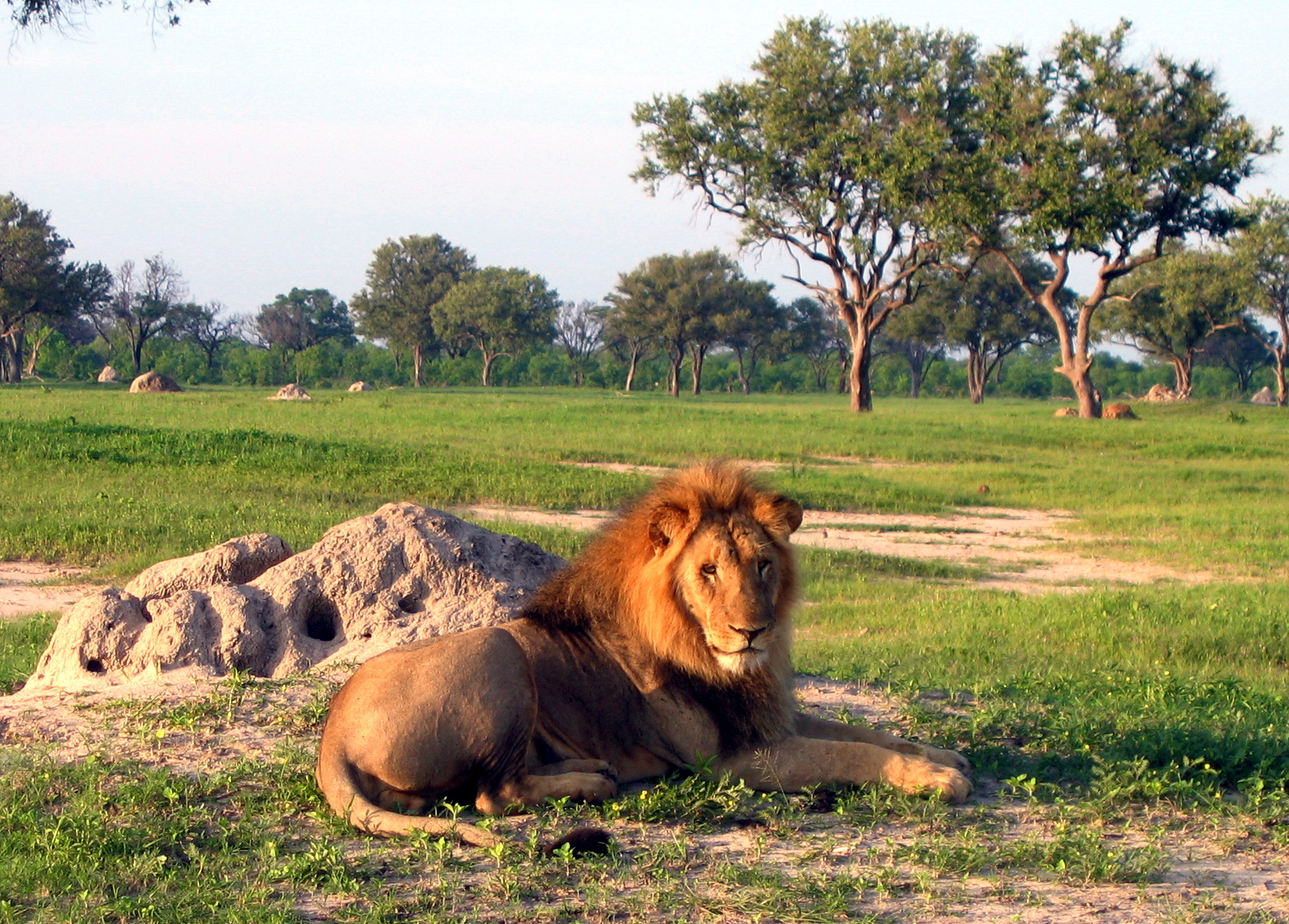
Лев відпочиває біля термітника

У парку мешкає понад 100 видів ссавців і 400 видів птахів, у тому числі 19 великих травоїдних і вісім великих хижих. У Хванге зустрічаються усі особливо охоронювані тварини Зімбабве, це також єдина охоронювана територія, де зустрічаються гемсбок і бура гієна в Зімбабве.
Вважається, що популяція капських диких собак, яких можна знайти у Хванге, є однією з найбільших груп, що збереглися в Африці сьогодні, поряд з Національним парком Крюгера та заповідником Селус.
Головні хижаки парку включають лева, чиє поширення та полювання у Хванге тісно пов'язані з місцевими водоймами. З 2005 року заповідна територія разом із дельтою Окаванго вважається зоною охорони левів. В національному парку також присутні африканський леопард, плямиста гієна та гепард.

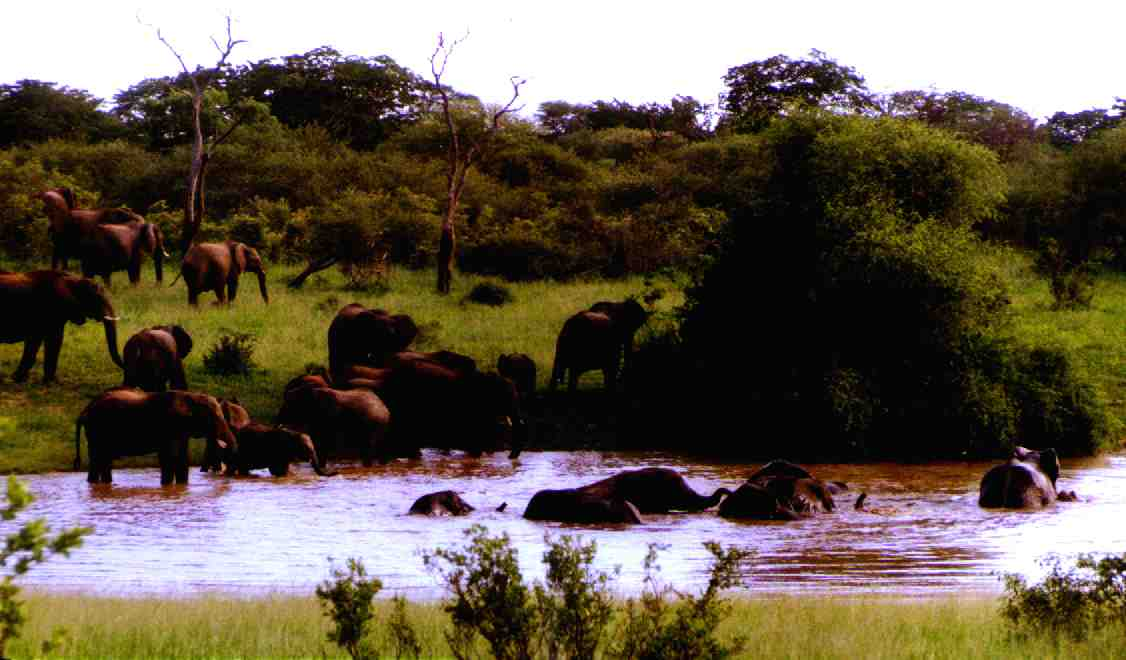
Слон у Лонгоні Пан

Слони досягли величезного успіху у Хванге, їх популяція зросла набагато вище, ніж це територія може підтримувати природньо. Ця популяція слонів створює велике навантаження на ресурси парку. Було багато дискусій про те, як з цим боротися, оскільки влада парків впроваджувала винищення слонів для зменшення їх популяції, особливо протягом 1967—1986 років. Проте популяція слонів все одно зростала, вона подвоїлася за п'ять років після закінчення вибракування в 1986 році.
Наукові служби національних парків координують два великі природоохоронні та дослідницькі проєкти в парку:
- Національний проєкт з вивчення леопарда, який передбачає обстеження чисельності леопарда для отримання базових даних для подальшого порівняльного аналізу зі статусом леопарда в споживацьких (мисливських) районах і на комунальних землях, що межують з національним парком.[21] Це здійснюється у Хванге спільно з відділом охорони дикої природи,Оксфордським університетом та Dete Animal Rescue Trust.
- Проєкт Painted Dog: проєкт спрямований на захист і збільшення ареалу та чисельності африканських диких собак як у Зімбабве, так і в інших країнах Африки, і діє через організацію Painted Dog Conservation в місті Деті.[22]

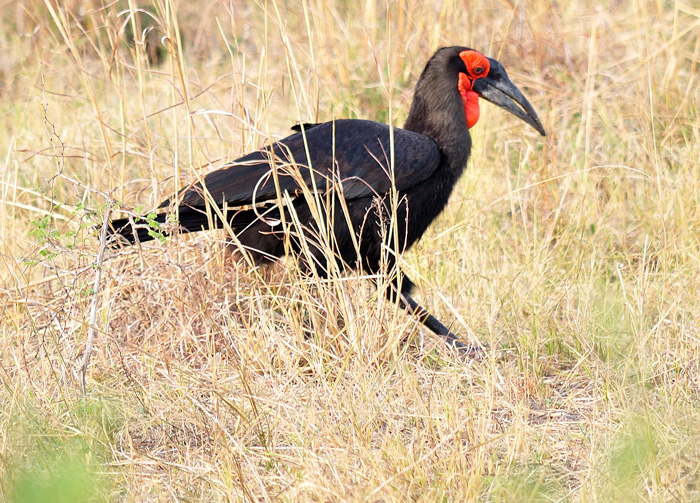
Південний наземний птах-носорог

### Пам'ятки археології, історії та культури
Люди жили на території сучасного Національного парку Хванге протягом десятків тисяч років, про що свідчать численні археологічні пам'ятки, починаючи від раннього кам'яного віку до історичної епохи. Люди кам'яного віку полювали та збирали в цьому регіоні, залишивши численні кам'яні знаряддя праці на території сучасного парку. Вони вигравірували відбитки копит тварин на стінах кам'яного укриття з пісковика разом із невеликими наскельними малюнками на північному заході парку. Люди залізної доби побудували великі та малі кам'яні стіни в парку, такі як Мтоа та Національний пам'ятник Бумбусі.

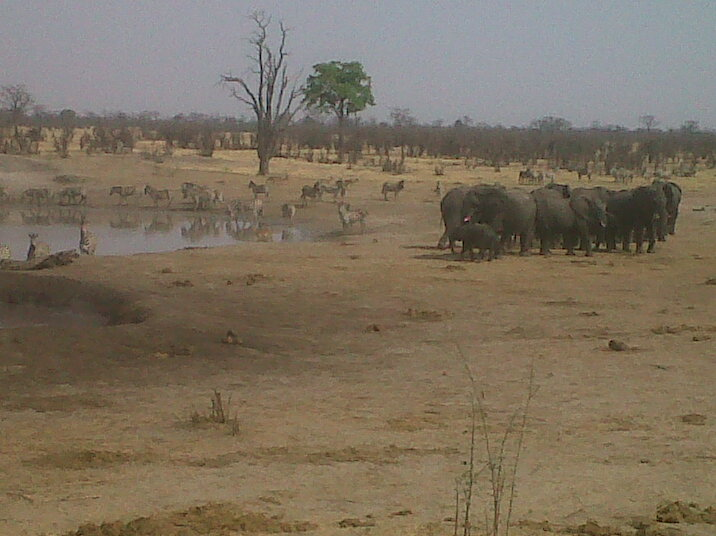
Шумба Пан зі схованки біля табору